# Meridiano 157 E
O meridiano 157 E é um meridiano que, partindo do Polo Norte, atravessa o Oceano Ártico, Ásia, Oceano Pacífico, Australásia, Oceano Antártico, Antártida e chega ao Polo Sul. Forma um círculo máximo com o Meridiano 23 W.
Começando no Polo Norte, o meridiano 157º Este tem os seguintes cruzamentos:
| País, território ou mar  | Notas                                                         |
| ------------------------ | ------------------------------------------------------------- |
| Oceano Ártico            | Passa a leste da Ilha Henrietta, Iacútia, Rússia              |
| Mar Siberiano Oriental   |                                                               |
| Rússia                   | Iacútia Oblast de Magadan                                     |
| Mar de Okhotsk           | Golfo de Shelikhov                                            |
| Rússia                   | Krai de Kamchatka - Península de Kamchatka                    |
| Oceano Pacífico          |                                                               |
| Papua-Nova Guiné         | Atol Takuu                                                    |
| Oceano Pacífico          |                                                               |
| Ilhas Salomão            | Ilha Choiseul                                                 |
| Estreito de Nova Geórgia |                                                               |
| Ilhas Salomão            | Ilha Kolombangara                                             |
| Mar de Salomão           | Passa a oeste da Ilha Vonavona, Ilhas Salomão                 |
| Mar de Coral             |                                                               |
| Oceano Pacífico          |                                                               |
| Oceano Antártico         |                                                               |
| Antártida                | Território Antártico Australiano, reivindicado pela Austrália |